# 더블 보더
《더블 보더》(영어: Extreme Prejudice)는 미국에서 제작된 월터 힐 감독의 1987년 네오웨스턴 액션 범죄 스릴러 영화이다. 닉 놀티 등이 출연하였고, 버즈 핏섄스 등이 제작에 참여하였다.

## 출연진
- 닉 놀티
- 파워스 부스
- 마리아 콘치타 알론소
- 마이클 아이언사이드
- 립 톤
- 클랜시 브라운
- 윌리엄 포사이스
- 맷 멀헌
- 래리 B. 스콧
- 댄 털리스 주니어
- 톰 "타이니" 리스터
- 토니 프랭크
- 미키 존스
- 린 셰이

## 기타 제작진
- 협력 제작: 메이 우즈
- 배역: 주디스 홀스트라, 마샤 로스
- 미술: 앨버트 헤숑
- 의상: 댄 무어